# Високий (Губкінський міський округ)
Високий (рос. Высокий) — хутір у Губкінському районі Бєлгородської області Російської Федерації.
Населення становить 31  особу. Входить до складу муніципального утворення Губкінський міський округ, Мелавська територіальна адміністрація.

## Історія
Населений пункт розташований у східній частині української суцільної етнічної території — східній Слобожанщині.
Згідно із законом від 20 грудня 2004 року № 159 від у 2004—2007 роках органом місцевого самоврядування було Істобнянське сільське поселення.

## Населення
| 2002 | 2010 | 2011 | 2013 | 2015 | 2016 |
| ---- | ---- | ---- | ---- | ---- | ---- |
| 40   | ↘27  | ↗34  | ↗40  | ↘34  | ↘31  |